# Hin vordende Sod & Sø
Hin vordende Sod & Sø är det norska folk metal-bandet Ásmegins debutalbum, utgivet 2003 av skivbolaget  Napalm Records. Vissa av låtarna på albumet bygger på den norska pjäsen Peer Gynt av Henrik Ibsen.

## Låtförteckning
1. "Af Helvegum"   – 2:46
2. "Bruderov paa Hægstadtun"  – 3:43
3. "Huldradans – Hin Grønnkledde"  – 4:07
4. "Til Rondefolkets Herskab"  – 4:04
5. "Over Ægirs vidstragte Sletter"  – 3:44
6. "Slit Livets Baand"  (instrumental) – 1:32
7. "Efterbyrden"  – 5:06
8. "Op af Bisterlitjernet"  – 3:41
9. "Vargr i Véum" – 3:42
10. "Blodhevn" – 6:19
11. "Valgalder" – 3:29

- Text: Marius Olaussen (spår 1, 2, 4, 5, 7–10), Audun Lorentsen (spår 3, 11)
- Musik: Marius Olaussen (spår 1–9), Audun Lorentsen (spår 10, 11)

## Medverkande
Musiker (Ásmegin-medlemmar)
- Bjørn Olav Holter – sång
- Raymond Håkenrud – gitarr
- Marius Glenn Olaussen – gitarr, dragspel
- Sregroth (Tomas Torgersbråten) – basgitarr, bakgrundssång
- Lars Fredrik Frøislie – piano, mellotron, keyboard
- Tommy Brandt – trummor, percussion, bakgrundssång

Bidragande musiker
- Børge Finstad – percussion (spår 3)
- Nikolai Brandt – sång (spår 6, 7)
- Eivind Beinrangel – percussion (spår 7)
- Sareeta (Ingvild Anette Strønen Kaare) – violin, sång
- Lazare (Lars Are Nedland) – sång
- Anne Marie Hveding – bakgrundssång (spår 3)
- Gunhild Forland – flöjt (spår 3)
- Anja Hegge Thorsen – mungiga (spår 3)
- Oddrun Hegge – cittra (spår 3)

Produktion
- Marius Olaussen – producent, ljudtekniker, ljudmix
- Børge Finstad – producent, ljudtekniker, ljudmix
- Morten Lund – mastering
- Elena Schirenc – omslagsdesign
- Fredrik Rahmqvist – omslagskonst
- Emile M.E. Ashley – foto
- Samuli Ponsimaa – logo